# Munting Mapino
Munting Mapino är en barangay i kommun Naic, Filippinerna. Kommunen ligger på ön Luzon, och tillhör provinsen Cavite.

## Barrio
Munting Mapino delas in i 8 barrio
- Bisain
- Coastal Homes
- Dalampasigan
- Gulod
- Happy Holiday
- Jetti
- Munting Mapino
- Santa Julianna